# Neritos albicollis
Neritos albicollis là một loài bướm đêm thuộc phân họ Arctiinae, họ Erebidae.